# Фостър Сити
Фостър Сити (на английски: Foster City) е град в окръг Сан Матео, в района на залива на Сан Франциско, щата Калифорния, САЩ. Фостър Сити е от западната страна на моста Сан Матео-Хейуърд, който прекосява Санфранциския залив и води до Хейуърд от източната страна на залива.

## Население
Фостър Сити е с население от 28 803 души. (2000)

## География
Фостър Сити има обща площ от 51,60 км2 (19,90 мили2).

## Съседни градове
- Сан Матео (на север)
- Белмонт (на юг)